# Henry Varley

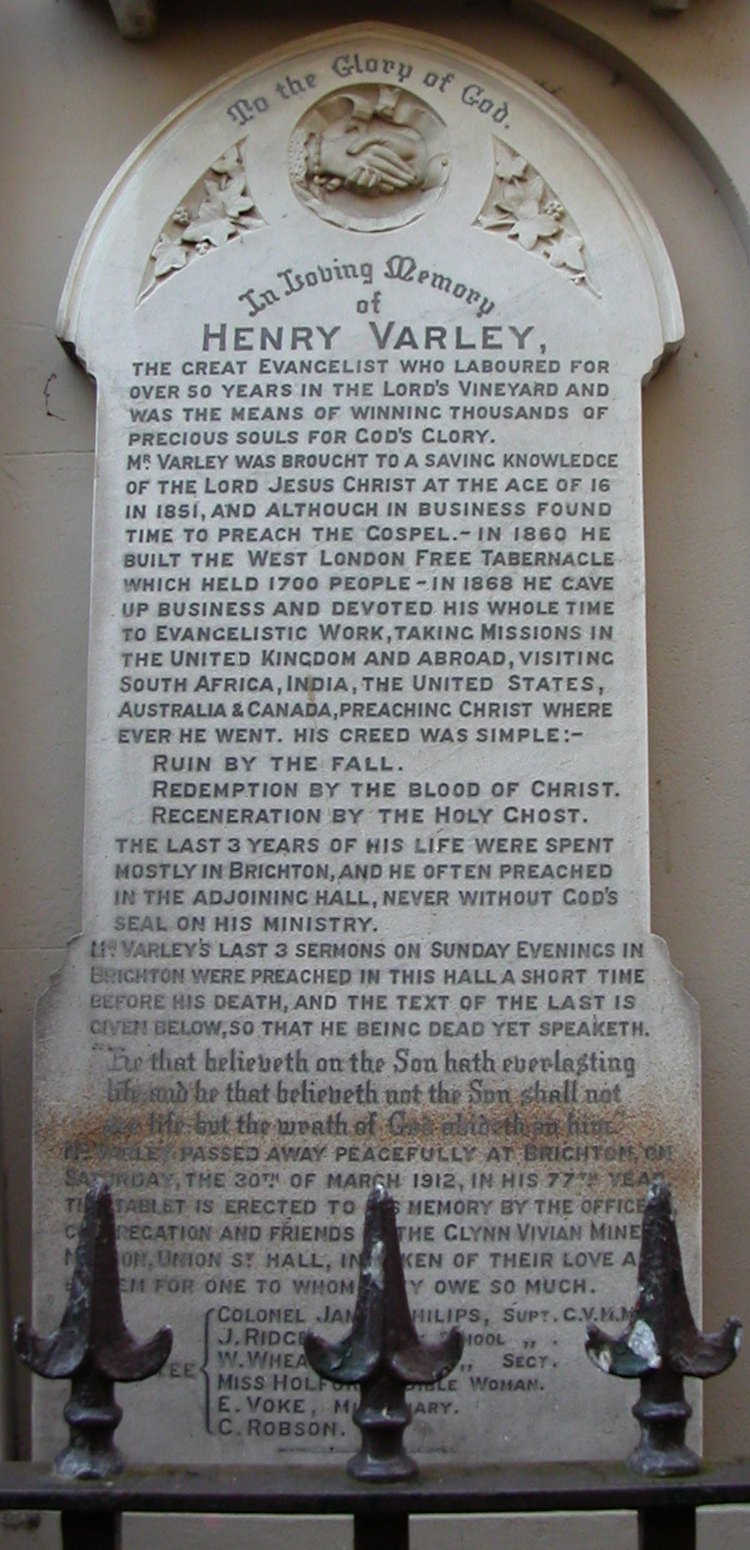
Gedenktafel für Henry Varley in der Union Chapel Brighton

Henry Varley (* 1835; † 30. März 1912 in Brighton, England) war ein englischer Evangelist. Obwohl er als einer der bedeutendsten Wanderprediger des neunzehnten und beginnenden zwanzigsten Jahrhunderts galt, war sein Einfluss weniger nachhaltig als der seiner Zeitgenossen und Freunde Spurgeon und Moody. In seiner Schrift Lecture to Men, auf Deutsch unter dem Titel Der Fluch der Mannheit erschienen, widmete er sich u. a. der „vernichtenden Sünde der Selbstbefleckung“.

## Leben
Eine Kurzbeschreibung seines Lebens findet sich in Stein gemeißelt auf einer Gedenktafel in der Union Chapel in Brighton. Danach war er über fünfzig Jahre „im Weinberg des Herren“ tätig und war „das Mittel zur Gewinnung tausender wertvoller Seelen zur Ehre Gottes“. Mit sechzehn Jahren kam er zu der „erlösenden Erkenntnis des Herrn Jesus Christus“ und fand trotz seiner Geschäftstätigkeit Zeit zur Verkündigung des Evangeliums. 1860 erbaute er das 1700 Menschen fassende West London Free Tabernacle. 1868 gab er seine Geschäfte auf und widmete seine gesamte Zeit der Evangelisation. Seine Missionstätigkeit beschränkte sich bald nicht mehr auf das Vereinigte Königreich, sondern führte ihn nach Südafrika, Indien, die Vereinigten Staaten, Australien und Kanada. Die letzten drei Jahre seines Lebens verbrachte er hauptsächlich in Brighton, wo er häufig in einer Versammlungshalle der Bergmannsmission predigte. Letztere war von dem Bergbauunternehmer Richard Glynn Vivian gegründet worden, nachdem dieser mit siebzig Jahren im Gefolge einer plötzlichen Erblindung unter dem Einfluss eines frommen Dieners zu tiefer christlicher Überzeugung gelangt und fortan bestrebt war, möglichst viele seiner Arbeiter zu bekehren. Die Richard Glynn Vivian Mission errichtete aus Dankbarkeit für Henry Varleys Heilstätigkeit nach dessen Tod die oben erwähnte Gedenktafel.

## Schriften
Auswahl englischer Originaltitel:
- Terse talk on timely topics. London 1884.
- The impeachment of gambling. Melbourne 1890.
- Henry Varley’s life-story. London o. J.
- Lecture to men: on a vitally important subject, containing invaluable information for young men and those who are married. Melbourne 1894.
- The war between heaven & hell in Melbourne: being a graphic and interesting sketch of the recent crusade against sin and social wickedness in the city. Melbourne 1891.[7]
- Address to working men. Melbourne o. J.
- The bookmaker, or, Turf secrets revealed: a searching examination into the bookmaker’s calling and character. Melbourne 1890.
- Gambling, its nature and character, and the relation of the law thereto. Melbourne o. J.
- Trust in ‘The living father’. Melbourne 1877.